# 钱塘两极虫
钱塘两极虫（学名：Myxidium qiantangensis）为两极科两极虫属的动物。在中国，分布于浙江等，营寄生生活，寄生在花鲈的膀胱。